# On the Beach (Chris Rea)
Pour les articles homonymes, voir On the Beach.
Clip vidéo
[vidéo] « Chris Rea - On the Beach », sur YouTube
On the Beach (sur la plage, en anglais) est une chanson britannique glam rock de l'auteur-compositeur-interprète Chris Rea, single extrait de son album On the Beach de 1986, un des grands succès internationaux de sa carrière et des années 1980.

## Historique
À la suite de l'important succès international de son titre Josephine de 1985, dédié à sa fille ainée, Chris Rea compose, écrit et tourne le clip de cette chanson d'amour glam rock dream pop sur le thème des « souvenirs d'un coup de foudre amoureux sur les plages paradisiaques de l'île de Formentera » au large d'Ibiza, dans les îles Baléares, où il dit avoir rencontré sa future épouse durant l’été 1968,, « Pour toujours dans mes rêves, mon cœur s'accrochera, à ce doux souvenir, un jour de désir étrange, et une nuit qui a brûlé comme le feu. Ramène-moi à l'endroit que je connais, sur la plage, ouais, sur la plage... ». Ce tube de l'été contribue au succès international de l'album, entre autres n°2 des ventes en Allemagne, et n°11 au Royaume-Uni et en Suède...

## Clip
Le clip de 1988 est tourné dans l'ile de Formentera, au large d'Ibiza, des îles Baléares, avec son phare de Cabo de Berberia, oú Rea a déclaré « C'est là que ma femme et moi sommes devenus moi et ma femme... ». 

## Reprises et adaptations
Chris Rea re-enregistre ce titre sur son album compilation New Light Through Old Windows (en) de 1988, puis le réédite sur divers albums compilations dont New Light Through Old Windows (en) (1988), The Best of Chris Rea (en) (1994), The Very Best of Chris Rea (en) (2001), Heartbeats – Chris Rea's Greatest Hits (en) (2005), Chris Rea: The Ultimate Collection 1978–2000 (en) (2007)... 